# Храм Святой Живоначальной Троицы (Шувое)
Храм Святой и Живоначальной Троицы (Свято-Троицкая церковь) — старообрядческий православный храм в посёлке Шувое муниципального округа Егорьевск Московской области. Относится к Московской епархии Русской православной старообрядческой церкви. Памятник архитектуры регионального значения.
Храм построен в 1925 или 1927 году в бывшей деревне Нареево (вошло в состав Шувое). В бывшей деревни Шувое было три старообрядческих храма, принадлежавшее к окружническому, неокружническому и лужковскому согласиям — все были посвящены Святой Троицы и не сохранились.

## История
Старообрядческая моленная в деревне Нареево существовала ещё в первой половине XIX века. В частности, 22 ноября 1839 года было издано правительственное распоряжение о закрытии моленной, но его действие было приостановлено «дабы не раздражать оным до уборки хмелевых садов, так как чрез это имеют безбедное содержание при возвышающихся ценах».
Современная церковь построена в 1927 году (по другим данным — в 1925 году) вместо сгоревшей деревянной. Достоверных данных о священнике нет. Возможно, им был отец Георгий Целехов. Перед Великой Отечественной войной храм был закрыт и использовался для военных нужд. В 1946 году возвращён верующим, а его настоятелем стал протоиерей Пётр Семёнович Михеев, благочинный приходов Московской области. О. Пётр служил в Шувойской Троицкой церкви (окружнической) до 1930 года, когда был репрессирован. Шувойская церковь была закрыта и сожжена, поэтому в 1946 году Шувойская и Нареевская общины объединились. О. Пётр служил в храме до своей смерти в 1953 году. После него настоятелем был отец Никола Сорокин. После смерти о. Николы в 1968 годы церковь осталась без настоятеля и окормлялась священниками из села Алёшино.
Без настоятеля община постепенно вырождалась. После возвращения в 1990-х годах храма в Егорьевске священники стали приезжать всё реже. В начале 2000-х годов митрополит Алимпий (Гусев) переосвящал храм, потому что старый престол сгнил и его пришлось ремонтировать. В 2009 году для храма был рукоположен иерей Максим Андреев, постепенно возродивший общину. Под его руководством построен церковный дом, открыта воскресная школа, возрождена традиция крёстного ходы в честь Шувойско-Губинской иконы Божией Матери, проводится фестиваль «Гуслицкие встречи».